# Uraeotyphlus malabaricus
Espèce
Synonymes
- Cecilia malabarica Beddome, 1870

Statut de conservation UICN

 DD  : Données insuffisantes
Uraeotyphlus malabaricus est une espèce de gymnophiones de la famille des Ichthyophiidae. 

## Répartition
Cette espèce est endémique d'Inde. Elle se rencontre dans le district des Nilgiris au Tamil Nadu et au Kerala de 600 à 1 200 m d'altitude dans les Ghâts occidentaux.

## Publication originale
- Beddome, 1870 : Descriptions of new reptiles from the Madras Presidency. Madras Monthly Journal of Medical Science, vol. 2, p. 169-176.